# Jon Matsumoto
Jonathan Richard "Jon" Matsumoto, född 13 oktober 1986, är en kanadensisk professionell ishockeyspelare som spelar för Augsburger Panther i DEL. Han har tidigare representerat Florida Panthers och Carolina Hurricanes.
Matsumoto draftades i tredje rundan i 2006 års draft av Philadelphia Flyers som 79:e spelare totalt.